# Sartana
Sartana è un personaggio immaginario protagonista di molti lungometraggi cinematografici di genere western all'italiana negli anni sessanta e settanta e di una serie a fumetti.

## Personaggio
Il personaggio esordì nel film 1000 dollari sul nero, trasposizione cinematografica di un'opera giovanile di Vittorio Salerno dalla quale venne tratto il soggetto e la sceneggiatura scritta dallo stesso Salerno insieme a Ernesto Gastaldi. Dopo questo primo film, il personaggio venne impiegato da diversi registi in molti altri film western. Il nome del personaggio venne ideato sempre da Salerno fondendo i nomi del filosofo Jean-Paul Sartre, del generale messicano Sant'Anna, di Satana e dell'ananas, frutto molto amato dal regista. Nel primo film veniva chiamato "El generale Sartana".

## Interpreti
Gianni Garko è stato il principale interprete di Sartana, impersonandolo in cinque film, mentre George Hilton in un solo film. Il produttore aggiunse lo stesso nome per il personaggio di Garko in ...Se incontri Sartana prega per la tua morte. Il regista Gianfranco Parolini (Frank Kramer) ideò tutto il look e lo stile di Sartana, dal suo armamento agli altri gadget. Un'altra caratteristica distintiva di Sartana è il cavallo bianco che va in contrasto con gli indumenti neri del cavaliere.
Gianni Garko e George Hilton interpretarono alcuni personaggi molto simili a Sartana in film sempre diretti da Giuliano Carnimeo: Camposanto (in Gli fumavano le Colt... lo chiamavano Camposanto), Alleluja (in Testa t'ammazzo, croce... sei morto - Mi chiamano Alleluja e in Il West ti va stretto, amico... è arrivato Alleluja), Spirito Santo (Uomo avvisato mezzo ammazzato... parola di Spirito Santo) e Tresette (in Lo chiamavano Tresette... giocava sempre col morto e Di Tresette ce n'è uno, tutti gli altri son nessuno).

## Filmografia

### Film ufficiali
- 1000 dollari sul nero, regia di Alberto Cardone (1966)[2]
- ...se incontri Sartana prega per la tua morte, regia di Gianfranco Parolini (1968)
- Sono Sartana, il vostro becchino, regia di Giuliano Carnimeo (1969)
- C'è Sartana... vendi la pistola e comprati la bara!, regia di Giuliano Carnimeo (1970)
- Buon funerale amigos!... paga Sartana, regia di Giuliano Carnimeo (1970)
- Una nuvola di polvere... un grido di morte... arriva Sartana, regia di Giuliano Carnimeo (1970)

### Film apocrifi
- Sartana non perdona, regia di Alfonso Balcázar (1968)
- Passa Sartana... è l'ombra della tua morte, regia di Demofilo Fidani (1969)
- ...e vennero in quattro per uccidere Sartana!, regia di Demofilo Fidani (1969)
- Django sfida Sartana, regia di Pasquale Squitieri (1970)
- Quel maledetto giorno d'inverno... Django e Sartana... all'ultimo sangue!, regia di Demofilo Fidani (1970)
- Sartana nella valle degli avvoltoi, regia di Roberto Mauri (1970)
- Lo irritarono... e Sartana fece piazza pulita (Un par de asesinos), regia di Rafael Romero Marchent (1970)
- Arrivano Django e Sartana... è la fine, regia di Demofilo Fidani (1970)
- Vamos a matar Sartana, regia di George Martin (1971)
- Hey Amigo Sartana, regia di Nuri Akincì (1971)
- Trinità e Sartana figli di..., regia di Mario Siciliano (1972)
- Alleluja e Sartana figli di... Dio, regia di Mario Siciliano (1972)

## Altri media
In Italia il personaggio ebbe una trasposizione a fumetti, scritta da Giorgio Pedrazzi, disegnata da Mario Pedrazzi, Domenico Mirabella e dallo Studiosette, ed edita da vari editori dal 1971 al 1974.